# The Doubtful Handshake
The Doubtful Handshake è il secondo album discografico del gruppo californiano di rock psichedelico Terry & the Pirates, pubblicato dall'etichetta discografica tedesca Line Records nel 1980.

## Tracce
Lato A
1. Ain't Livin' Long Like This – 4:36 (Rodney Crowell)
2. Inside and Out – 3:10 (Terry Dolan)
3. Into the Wind – 3:18 (Terry Dolan)
4. Inlaws and Outlaws – 6:02 (Terry Dolan)

Lato B
1. Montana Eyes – 4:34 (Terry Dolan)
2. Highway – 4:07 (John Cipollina)
3. I Put a Spell on You – 4:35 (Screamin' Jay Hawkins)
4. All Worth the Price – 5:27 (Greg Douglass)

Edizione CD del 2010, pubblicato dalla MIG Records (MIG 00322 CD)
1. Ain't Livin' Long Like This – 4:36 (Rodney Crowell)
2. Inside and Out – 3:10 (Terry Dolan)
3. Into the Wind – 3:18 (Terry Dolan)
4. Inlaws and Outlaws – 6:02 (Terry Dolan)
5. Montana Eyes – 4:34 (Terry Dolan)
6. Highway – 4:07 (John Cipollina)
7. I Put a Spell on You – 4:35 (Screamin' Jay Hawkins)
8. All Worth the Price – 5:27 (Greg Douglass)
9. TD's Natural Blues – 3:21 (Terry Dolan) – Bonus Track - Previously Unreleased
10. Walking the Plank – 4:09 (John Cipollina, Greg Douglass) – Bonus Track - Previously Unreleased

## Formazione
Brani LP e brano bonus: TD's Natural Blues
- Terry Dolan - chitarra, voce
- Greg Douglass - chitarra solista, chitarra slide, chitarra ritmica
- John Cipollina - chitarra solista
- David Hayes - basso, voce
- Jeff Myer - batteria

Ospite
- Pete Sears - tastiere

Note aggiuntive
- John Cipollina, Jim Stern e Terry Dolan - produttori
- Registrazioni effettuate al Kelly Quan's di San Francisco (California) ed al Luna Productions di Petaluma (California) nell'aprile del 1980
- Jim Stern - ingegnere delle registrazioni
- Charles Marion Russell - dipinto copertina frontale (dipinto ad olio dal titolo A Doubtful Hand Shake del 1910)
- Mark Jacobsen - design copertina album
- Keith Mason - fotografia retrocopertina album[2]

Walking the Plank
- John Cipollina - chitarra
- Greg Douglass - chitarra
- Nicky Hopkins - pianoforte
- Hutch Hutchinson - basso
- David Weber - batteria
- Andy Kirby - batteria[3]